# Sven-Ingvars
Sven-Ingvars ist eine schwedische Pop- und Dansband aus Slottsbron in der Gemeinde Grums.

## Geschichte
Sven-Ingvars formierte sich 1956 mit Sven Svärd (Schlagzeug), Ingvar Karlsson (E-Gitarre, Akkordeon) und Sven-Erik Magnusson (Gesang, Gitarre, Klarinette und Saxophon). Später kamen Rune Bergman (E-Bass) und Sven-Olof Petersson (Saxophon) dazu. Sven-Erik Magnusson und Ingvar Karlsson, die seit dem Beginn Sven-Ingvars 1956 in der Band spielten, sind heute die Frontfiguren der Dansband.
Der erste Auftritt brachte Sven-Ingvars eine Gage von 172 Kronen ein, es fand im Folkets Hus in Segmon statt. Unter anderem brachten Sven-Ingvars den Klassiker Rock Around the Clock dem Publikum dar, mit Sven-Erik Magnusson, der Klarinette spielte, Ingvar Karlsson mit Akkordeon und Sven Svärd am Schlagzeug. Die Gruppe Sven-Ingvars verlegten sich zunächst auf populäre Rocklieder wie Guitar Boogie Let's Think About Living und Corrina, Corrina.
Den ersten Hit verzeichnete Sven-Ingvars 1961 mit ihrem Lied Te dans mä Kalstatösera, nachdem es im Radioprogramm Frukostklubben gespielt wurde. Ett litet rött paket, das von Owe Thörnqvist stammte, wurde ihr nächster Erfolg. Der Schlager Fröken Fräken der Band kam in den Svensktoppen direkt auf den ersten Platz, in der darauffolgenden Woche wurde Sven-Ingvars Lied Min gitarr zweitplatziert. Die Band war in den Folgejahren öfters mit mehreren Hits gleichzeitig in den Svensktoppen vertreten, wie 1966 mit den sechs Liedern Säg inte nej, säg kanske (16 Wochen in Svensktoppen), Kristina från Vilhelmina (12 Wochen), Det tror jag inte på (8 Wochen), Å jänta å ja (1 Woche) und Vid din sida (15 Wochen).
Nach einigen Jahren des Erfolges nahm die Band, mit Sven-Ingars als Hauptrolle, den Spielfilm Under ditt parasoll auf. Der Film war für Sven-Ingvar ein Verlust, da er weder vom Publikum, noch von den Kritikern angenommen wurde. Rune Bergman und Sven Svärd verließen die Gruppe, die beiden Musiker wurden durch Hasse Svensson und Robin Bailey ersetzt.
Etwa ab den 1970er-Jahren begannen Sven-Ingvars, sich in eine neue Richtung zu orientieren. Mit dem Album Sven-Ingvars i Frödingland (1971) hatten sie einen weiteren großen Erfolg. Ihre einstmals populären Hits der 1960er jedoch waren danach wenig gefragt, stattdessen kamen mit Bands wie Vikingarna und Thorleifs die Popularität für Dansband auf. Später, in den 1990er-Jahren wurden die größten Hits von Sven-Ingvars neu aufgenommen, und dank einer Retrowelle der 1960er wurde die LP På begäran zu einem Verkaufserfolg. Hasse Svensson und Sven-Olof Pettersson verließen Sven-Ingvars Ende der 1980er-Jahre, die beiden Musiker Patrik Karlsson (E-bass) und Thommy Gustafsson (Keyboard) kamen in die Formation.
1991 traten Sven-Ingvars beim Hultsfredfestival auf, bei dem sie auf ein völlig neues Publikum stießen. Sie spielten dort „rockigere“ Versionen bekannter Hits wie Jag ringer på fredag und Min gitarr. Ein Comeback in den Svensktoppen bedeutete 1991 die Veröffentlichung von Två mörka ögon, das sich 71 Wochen in der Hitparade hielt. Diesen Rekorderfolg feierte man während einer Livesendung der Svensktoppen aus Karlstad am 2. Mai 1993. 2006 feierten Sven-Ingvars das 50-jährige Bestehen mit einer Abschiedstournee.
Sven-Ingvars erhielt mehrere Auszeichnungen, darunter den Frödingspriset 1972, Årets Dansband bei den Grammis 1990, Juryns specialpris bei der Grammis-Verleihung 2005 und den Lisebergsapplåden 2006.

## Diskografie (Auswahl)

### Alben
| Jahr | Titel                                       | Höchstplatzierung, Gesamtwochen, AuszeichnungChartplatzierungen (Jahr, Titel, Platzierungen, Wochen, Auszeichnungen, Anmerkungen) | Höchstplatzierung, Gesamtwochen, AuszeichnungChartplatzierungen (Jahr, Titel, Platzierungen, Wochen, Auszeichnungen, Anmerkungen) | Anmerkungen |
| Jahr | Titel                                       | SE | NO | Anmerkungen |
| ---- | ------------------------------------------- | --- | --- | ----------- |
| 1967 | Ett litet rött paket                        | — | NO4 (66 Wo.)NO |             |
| 1967 | Det var i vår ungdoms fagraste år           | — | NO16 (1 Wo.)NO |             |
| 1967 | Bästa                                       | — | NO1 (55 Wo.)NO |             |
| 1968 | Nu är vi har igjen!                         | — | NO6 (18 Wo.)NO |             |
| 1969 | Bästa 2                                     | — | NO17 (1 Wo.)NO |             |
| 1976 | Playa Blanca                                | SE18 (5 Wo.)SE | — |             |
| 1992 | Två mörka ögon                              | SE49 (1 Wo.)SE | — |             |
| 1994 | Byns enda blondin                           | SE15 Gold · (7 Wo.)SE | — |             |
| 1996 | Lika ung som då                             | SE3 Gold · (14 Wo.)SE | — |             |
| 1997 | Sven-ingvars norske hits                    | — | NO15 (10 Wo.)NO |             |
| 1998 | Nio liv                                     | SE6 (8 Wo.)SE | — |             |
| 2000 | Retro aktiv                                 | SE10 (7 Wo.)SE | — |             |
| 2003 | Guld & Glöd – Mer hits än Någonsin          | SE2 Platin · (21 Wo.)SE | NO12 (6 Wo.)NO |             |
| 2005 | Livet är nu                                 | SE4 (17 Wo.)SE | — |             |
| 2016 | Mer glöd än någonsin – Sven-Ingvars bästa   | SE4 (13 Wo.)SE | — |             |
| 2019 | Ingenting är som förut, allt är som vanligt | SE8 (9 Wo.)SE | — |             |
| 2021 | En liten bit av bärmland 1963–2021          | SE20 (2 Wo.)SE | — |             |

Weitere Alben
- Dans ikväll (1966)
- Sven-Ingvars i Carnegie Hall (1970)
- Sven-Ingvars i Frödingland (1971)
- Man borde inte sova (1972)
- På turné (1973)
- Allt går igen (1974)
- Guld (1975)
- Åh, va skönt (1977)
- Ett vykort från Sven-Ingvars (1978)
- Apropå (1980)
- Sven-Ingvars jubileums à la carte (1981)
- Å vilka tider (1982)
- Våga – vinn (1983)
- Exposé (1985)
- Nya vindar (1987)
- Sven-Ingvars kvartett rainbow music (1989)
- På begäran (1990)

### Singles
| Jahr | Titel Album                          | Höchstplatzierung, Gesamtwochen, AuszeichnungChartplatzierungen (Jahr, Titel, Album, Platzierungen, Wochen, Auszeichnungen, Anmerkungen) | Höchstplatzierung, Gesamtwochen, AuszeichnungChartplatzierungen (Jahr, Titel, Album, Platzierungen, Wochen, Auszeichnungen, Anmerkungen) | Anmerkungen |
| Jahr | Titel Album                          | SE | NO | Anmerkungen |
| ---- | ------------------------------------ | --- | --- | ----------- |
| 1964 | Fröken Fräken –                      | — | NO1 (19 Wo.)NO |             |
| 1965 | Det var i vår ungdoms fagraste vår – | — | NO3 (13 Wo.)NO |             |
| 1965 | Jag älskar dej ännu –                | — | NO10 (1 Wo.)NO |             |
| 1966 | Säg inte nej - säg kanske –          | — | NO2 (15 Wo.)NO |             |
| 1966 | Barndomshemmet –                     | — | NO11 (1 Wo.)NO |             |
| 1966 | Det tror jag inte på –               | — | NO4 (7 Wo.)NO |             |
| 1966 | Vid din sida –                       | — | NO3 (15 Wo.)NO |             |
| 1967 | Du ska tro på mej –                  | — | NO2 (12 Wo.)NO |             |
| 1967 | Jag ringer på fredag –               | — | NO5 (22 Wo.)NO |             |
| 1967 | Önskebrunnen –                       | — | NO1 (19 Wo.)NO |             |
| 1968 | Under ditt parasoll –                | — | NO2 (13 Wo.)NO |             |
| 1976 | Farväl till sommaren Playa Blanca    | SE14 (4 Wo.)SE | — |             |
| 1991 | Electric Mix –                       | SE22 (4 Wo.)SE | — |             |